# Peasants and Workers Party of India

Symbol der Peasants and Workers Party of India

Die Peasants and Workers Party of India (PWP oder PWPI,  Marathi भारतीय शेतकरी कामगार पक्ष, Bharatiya Shetkari Kamgar Paksha, populär abgekürzt शेकाप/SheKaPa; „Arbeiter- und Bauernpartei Indiens“) ist eine Kleinpartei mit marxistischer Ideologie im indischen Bundesstaat Maharashtra.

## Parteigeschichte
Die Partei wurde 1947, nach der Unabhängigkeit, im damaligen Bundesstaat Bombay durch Tulsidas Jadhav und Keshavrao Jedhe als Abspaltung von der Kongresspartei gegründet. In der Folgezeit richtete sich die Partei immer mehr ins linke politische Spektrum aus und benutzte eine marxistische Terminologie, möglicherweise auch um sich damit einen „radikalen Anstrich“ zu geben und sich von der Kongresspartei zu distanzieren. Sie blieb jedoch auf Distanz zur Kommunistischen Partei und ging mit dieser auch keine Wahlbündnisse ein. Politischer Hauptgegner war über viele Jahrzehnte die das politische Geschehen in Maharashtra dominierende Kongresspartei. Die Partei war nach Ansicht politischer Beobachter weniger marxistisch-ideologisch geprägt, sondern verfolgte in erster Linie eine anti-brahmanische Politik, wobei die Nicht-Brahmanen mit den Bauern und Arbeitern identifiziert wurden und die Brahmanen mit der Bourgeoisie.
Nach der Auflösung des Bundesstaats Bombay und der Bildung der Bundesstaaten Gujarat und Maharashtra beschränkte sich die PWP in ihren politischen Aktivitäten auf den letzteren und ihr politisches Gewicht nahm allmählich ab. Heute hat sie nur noch eine geringe Bedeutung auf regionaler Ebene in Maharashtra. Ihre Mitgliederzahl gibt die Partei mit 10.000 an. Einen regionalen Schwerpunkt hat die PWP im Distrikt Raigad in der Küstenregion südlich von Mumbai. Sie ist auch in den Distrikten Solapur, Nashik, Nagpur, Nanded und Parbhani aktiv.
Die Partei stellt mit Ganpatrao Deshmukh den zurzeit am längsten in einem indischen Parlament vertretenen Parlamentarier. Seit 54 Jahren gewann Deshmukh in ununterbrochener Folge den Wahlkreis Sangola bei 11 aufeinanderfolgenden Wahlen zum Parlament von Maharashtra, zuletzt bei der Wahl 2014 als 88-Jähriger.

## Wahlergebnisse
Die folgende Tabelle zeigt die Wahlergebnisse (Stimmen und gewonnene Wahlkreise) der PWP. Bis 1962 sind die Ergebnisse in Bombay aufgeführt, danach die in Maharashtra. Die Prozentzahlen beziehen sich auf Bombay/Maharashtra bzw. ganz Indien.
| Jahr | Wahl                               | Stimmenanteil | Parlamentssitze |
| ---- | ---------------------------------- | ------------- | --------------- |
| 1951 | Wahl zur Lok Sabha 1951–1952       | 0,94 %        | 2/491           |
| 1951 | Parlamentswahl in Bombay 1951      | 6,45 %        | 14/396          |
| 1957 | Wahl zur Lok Sabha 1957            | 0,77 %        | 4/496           |
| 1957 | Parlamentswahl in Bombay 1957      | 6,66 %        | 33/396          |
| 1962 | Wahl zur Lok Sabha 1962            | 0,61 %        | 0/496           |
| 1962 | Parlamentswahl in Maharashtra 1962 | 7,47 %        | 15/264          |
| 1967 | Wahl zur Lok Sabha 1967            | 0,71 %        | 2/522           |
| 1967 | Parlamentswahl in Maharashtra 1967 | 7,80 %        | 19/270          |
| 1971 | Wahl zur Lok Sabha 1971            | 0,51 %        | 0/520           |
| 1972 | Parlamentswahl in Maharashtra 1972 | 5,66 %        | 7/270           |
| 1977 | Wahl zur Lok Sabha 1977            | 0,55 %        | 5/544           |
| 1978 | Parlamentswahl in Maharashtra 1978 | 5,54 %        | 13/288          |
| 1980 | Wahl zur Lok Sabha 1980            | 0,24 %        | 0/529           |
| 1980 | Parlamentswahl in Maharashtra 1980 | 4,14 %        | 9/288           |
| 1984 | Wahl zur Lok Sabha 1984            | 0,20 %        | 1/514           |
| 1985 | Parlamentswahl in Maharashtra 1985 | 3,77 %        | 13/288          |
| 1989 | Wahl zur Lok Sabha 1989            | 0,21 %        | 0/529           |
| 1990 | Parlamentswahl in Maharashtra 1990 | 2,42 %        | 8/288           |
| 1991 | Wahl zur Lok Sabha 1991            | 0,11 %        | 0/521           |
| 1995 | Parlamentswahl in Maharashtra 1995 | 2,05 %        | 6/288           |
| 1996 | Wahl zur Lok Sabha 1996            | 0,13 %        | 0/543           |
| 1998 | Wahl zur Lok Sabha 1998            | 0,07 %        | 1/543           |
| 1999 | Wahl zur Lok Sabha 1999            | 0,08 %        | 1/543           |
| 1999 | Parlamentswahl in Maharashtra 1999 | 1,49 %        | 5/288           |
| 2004 | Wahl zur Lok Sabha 2004            | 0,08 %        | 0/543           |
| 2004 | Parlamentswahl in Maharashtra 2004 | 1,31 %        | 2/288           |
| 2009 | Wahl zur Lok Sabha 2009            | 0,0 %         | 0/543           |
| 2009 | Parlamentswahl in Maharashtra 2009 | 1,11 %        | 4/288           |
| 2014 | Wahl zur Lok Sabha 2014            | 0,62 %        | 0/543           |
| 2014 | Parlamentswahl in Maharashtra 2014 | 0,9 %         | 3/288           |